# Reduto de São José do Morro de Fernando de Noronha
O Reduto de São José do Morro, também referido como Fortim de São José do Morro, localiza-se na ilha São José, no arquipélago de Fernando de Noronha, no estado de Pernambuco, no Brasil.
Em posição dominante no extremo norte na baía de Santo Antônio, cruzava fogos com o Forte de Nossa Senhora dos Remédios de Fernando de Noronha.

## História
Foi erguido de 1758 a 1761 como complemento da defesa da baía de Santo Antônio, principal ancoradouro da ilha. Possuía baterias corridas, à barbeta, portão monumental em cantaria lavrada, capela, dependências para Quartel do Comando e Quartel da Tropa, cisterna, Casa da Pólvora, e calabouços em arcada, sob as baterias (GARRIDO, 1940:55).
Esta estrutura figura em um mapa inglês da ilha de Fernando de Noronha (Londres, 1793. apud SECCHIN, 1991:10-11), com o nome de Ilha do Forte.
GARRIDO (1940) dá-o como abandonado e em completa ruína (op. cit., p. 55).